# Håkan Lindquist
Håkan Lindquist (Oskarshamn, 28 maart 1958 – Stockholm, 15 december 2022) was een Zweeds schrijver. Hij woonde in Stockholm en Berlijn.
Lindquist debuteerde in 1993 met de roman Min bror och hans bror. De roman is vertaald in elf talen, waaronder Nederlands (Mijn broer en zijn broer). 
Lindquist heeft ook artikelen en recensies geschreven in diverse Scandinavische culturele tijdschriften en korte verhalen gepubliceerd in Zweden, Finland, Noorwegen, IJsland, Frankrijk, Duitsland, Hongarije en de Verenigde Staten. Hij heeft ook het libretto voor de opera William met muziek van de componist B. Tommy Andersson geschreven. William - een fantasie over de zogenaamde "verloren jaren" in het leven van William Shakespeare - had zijn première in Vadstena in de zomer van 2006.
Lindquist heeft ook een aantal vertalingen gemaakt, onder meer van gedichten van de Britse dichter Robin Robertson en de Poolse dichter Tadeusz Dąbrowski. Samen met Davy Prieur vertaalde hij de roman Une Melancolie Arabe van de Marokkaans-Franse schrijver Abdellah Taïa naar het Zweeds als Ett arabiskt vemod. Lindquist vertaalde zelf zijn romans Min bror och hans bror en Om att samla frimärken naar het Engels.
Lindquist overleed plotseling op 64-jarige leeftijd.
- Bibsys: 90783126
- Bibliothèque nationale de France: cb13776412s (data)
- Gemeinsame Normdatei: 132682524
- International Standard Name Identifier: 0000 0001 2102 3787
- Library of Congress Control Number: n97036061
- Nederlandse Thesaurus van Auteursnamen: 148245684
- Réseau des bibliothèques de Suisse occidentale: 02-A008775520
- LIBRIS: 205098
- Système universitaire de documentation: 078067960
- Virtual International Authority File: 74035560
- WorldCat: E39PBJtmpCVMj7V6FkXDM3rDv3